# Fierozzo
Fierozzo település Olaszországban, Trento megyében. Lakosainak száma 470 fő (2023. január 1.). Fierozzo Frassilongo, Palu del Fersina, Roncegno Terme, Sant’Orsola Terme és Torcegno községekkel határos.

## Népesség
A település népességének változása:
| Lakosok száma | 487  | 478  | 476  | 470  |
|               | 2013 | 2017 | 2018 | 2023 |